# 1528 en arts plastiques
| Années des arts plastiques : 1525 - 1526 - 1527 - 1528 - 1529 - 1530 - 1531    |
| Décennies des arts plastiques : 1490 - 1500 - 1510 - 1520 - 1530 - 1540 - 1550 |

Cette page concerne l'année 1528 en arts plastiques.

## Œuvres

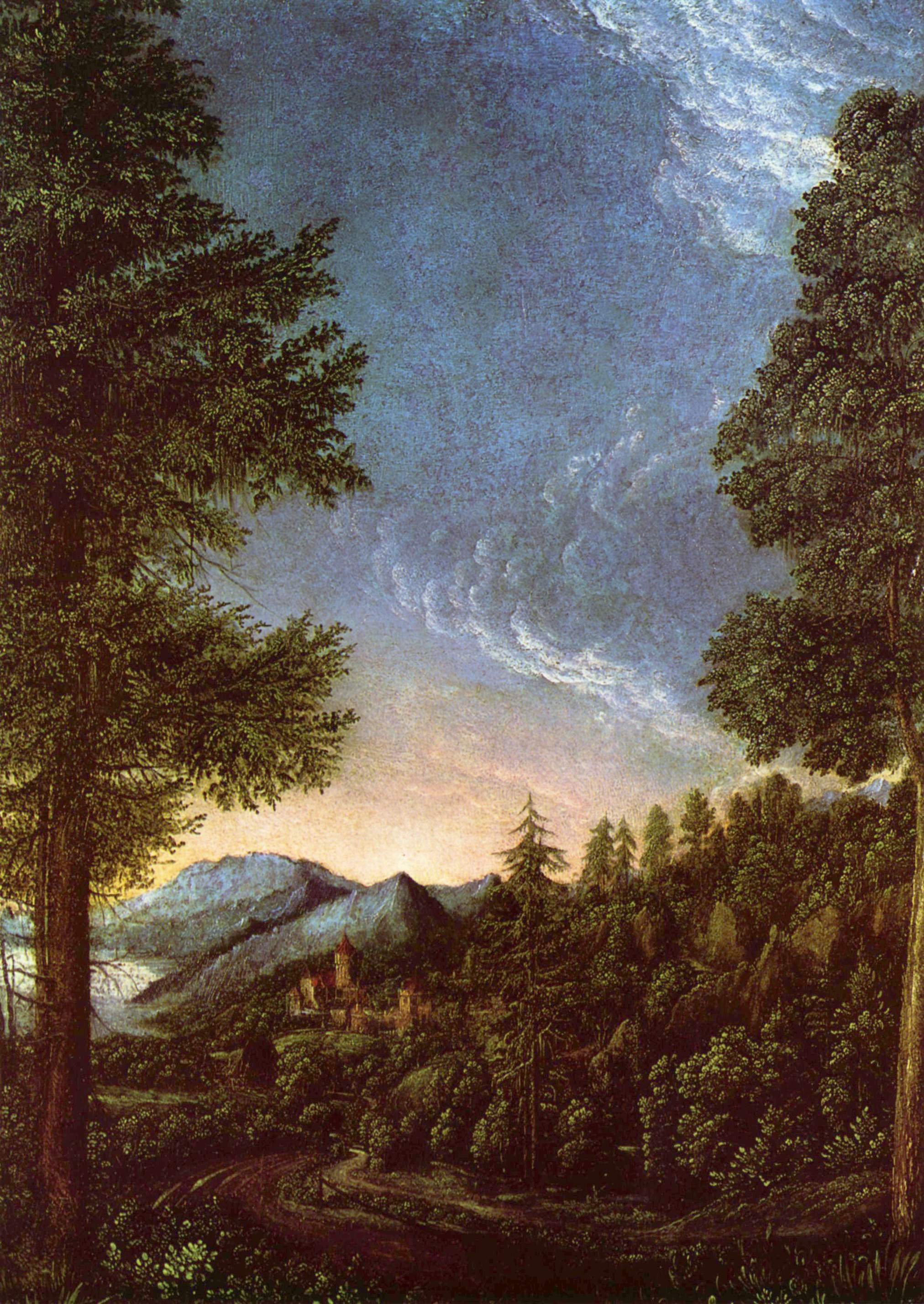
Albrecht Altdorfer, Paysage du Danube près de Ratisbone.

- Portrait de Nicolaus Kratzer, tableau de Hans Holbein le Jeune.
- 1525-1530 : Tête du Christ, huile sur panneau du Corrège.

## Naissances
- ? :
  - Federico Barocci, peintre maniériste et graveur italien († 30 septembre 1612),
  - Théodore de Bry, joaillier-graveur liégeois († 27 mars 1598),
  - Paolo Caliari, dit Paul Véronèse, peintre italien († 19 avril 1588),
  - Bernardino India, peintre maniériste italien († 1590),
  - Catharina van Hemessen, peintre flamande († après 1587),
  - Paul Véronèse, peintre maniériste italien († 19 avril 1588),
- Vers 1528 :
  - Wolfgang Krodel, peintre allemand († vers 1561),
  - Germain Pilon, sculpteur français († 3 février 1590).

## Décès
- 6 avril : Albrecht Dürer, peintre et graveur allemand  († 21 mai 1471),
- 4 mai : Bernhard Strigel, peintre allemand (° vers 1461),
- 30 juillet : Palma le Vieux, peintre italien (° vers 1480),
- 8 octobre : Domenico Capriolo, peintre italien (° 1494),
- 29 novembre : Rinaldo Jacovetti, sculpteur et peintre italien (° vers 1470),
- ? :
  - Girolamo Bertucci, peintre italien (° ?),
  - Maturino Fiorentino, peintre italien (° 1490),
  - Mathias Grünewald, peintre et ingénieur hydraulique allemand (° vers 1475-1480),
  - Ludovico Mazzolino, peintre italien de l'école de Ferrare (° 1480),
  - Pier Francesco Sacchi, peintre italien (° 1485).